# Piscidia carthagenensis
Piscidia carthagenensis är en ärtväxtart som beskrevs av Nikolaus Joseph von Jacquin. Piscidia carthagenensis ingår i släktet Piscidia och familjen ärtväxter. Inga underarter finns listade i Catalogue of Life.